# يوسف بن يحى
يوسف بن يحيى البويطي المصري الشافعي. نسبته إلى بُوَيْط قرية من أعمال الصعيد الأدنى بـ مصر. كان ورعًا زاهدًا لا يفتر عن ذكر الله. أخذ عن الشافعي الفقه و الحديث ، وكان من أعلم تلاميذه. وقد رشَّحه شيخه الشافعي في مرض موته أن يتصدر حلقة الدرس مكانه وقال: ليس أحد أعلم من البويطي. حُسد على ما وصل إليه من شهرة ومكانة علمية مرموقة، فوشى به محمد بن أبي الليث القاضي الحنفي إلى الخليفة الواثق ، فأمر بإحضاره إلى بغداد ، فحُمل إليها مكبَّلاً بالحديد. وامتُحن في فتنة خلق القرآن فلم يجب إلى مادعوه، فأودع السجن وظل به إلى أن توفي. تتلمذ عليه عدد كبير من العلماء منهم : أبو إسماعيل الترمذي، وإبراهيم بن إسحاق الحربي، والقاسم ابن المغيرة الجوهري، وأحمد بن منصور الرمادي. له عدة كتب بثَّ فيها آراءه الأصولية والفقهية، منها: المختصر الكبير؛ المختصر الصغير؛ كتاب الفرائض. توفي ببغداد.